# Тарло, Ян (воевода люблинский)
Ян Тарло (ок. 1527—1587) — государственный деятель Речи Посполитой, войский львовский (1553—1554), дворянин королевский (1554), секретарь королевский (с 1556 года), каштелян малогощский (1563—1565) и радомский (1565—1574), воевода люблинский (1574—1587), староста ломжинский и пильзновский.

## Биография
Представитель польского магнатского рода Тарло герба «Топор». Старший сын чашника коронного и старосты пильзновского Яна Тарло (? — 1550) и Дороты Тарновской (ум. до 1540). Младший брат — Николай Тарло (ум. 1571), дворянин и секретарь королевский, хорунжий сандомирский (1553).
В 1553-1554 годах Ян Тарло занимал должность войского львовского, в 1556 году был назначен секретарем королевским. В 1563 году Ян Тарло получил звание каштеляна малогощского, а в 1565 году стал каштеляном радомским. В 1574 году получил должность воеводы люблинского.
Активный кальвинист. В 1573 году поддержал создание Варшавской конфедерации. В дальнейшем выступал против Габсбургов и поддерживал кандидатуру трансильванского князя Стефана Батория на королевский трон Речи Посполитой.
Был дважды женат на кальвинистках. Его первой женой стала Анна Гостомская (ум. после 1565), дочь воеводы равского Ансельма Гостомского (ок. 1508—1588), от брака с которой детей не имел. Вторично женился на Агнешке Шафранец (ум. после 1601), дочери каштеляна и воеводы сандомирского Станислава Шафранца (ум. 1598) и Анны Дембицкой. Дети от второго брака:
- Ян Амор Тарло (ум. 1594), староста пильзновский (1588).
- Пётр Александр Тарло (ум. 1649), каштелян и воевода люблинский.
- Елена Тарло — жена ротмистра королевского Станислава Браницкого.
- дочь — жена подкомория пшемысльского Станислава Старжеховского.
- Анна Тарло — в первом браке замужем за Иеронимом Ходкевичем, во втором — за Иеронимом Сенявским.